# Двориште (Старозагорская область)
Двориште (болг. Дворище) — село в Болгарии. Находится в Старозагорской области, входит в общину Гурково. Население составляет 5 человек.

## Политическая ситуация
Кмет (мэр) общины Гурково — Стоян Бонев Николов (Болгарская социалистическая партия (БСП)) по результатам выборов.